# Truste
Truste é um agrupamento de interesses econômicos com grande poder de mercado, podendo constituir uma corporação ou um grupo de capitais que cooperam entre si de várias maneiras de modo a formar um monopólio com o intuito de dominar determinada oferta de produtos e/ou serviços. É uma adaptação da expressão em inglês trust que, numa tradução livre, pode ser entendida como "carga" ou "fardo" às relações econômicas; geralmente muito confundido com o significado de fidúcia (trustee) e fideicomisso, estes que são relacionados à "confiança", "curadoria" ou "encargo".
Truste é uma expressão utilizada para designar as empresas ou grupos que, sob uma mesma orientação, mas sem perder a autonomia, se reúnem com o objetivo de dominar o mercado e suprimir a concorrência, comportando-se como grandes grupos ou empresas que controlam todas as etapas da produção, circulação ou distribuição do capital, desde os fatores de produção, até a comercialização e aplicação do capital.
Outra forma de organização de empresas é o cartel, que é um acordo de várias empresas independentes para controlar ou dominar o mercado de determinado produto. Na economia marxista, tanto o truste quanto o cartel são etapas do capitalismo monopolista onde a concorrência entre muitos capitais dá lugar a concentração e dominação de capitais.
São divididos em "trustes verticais", que visam controlar, de forma sequencial, o processo da produção, da circulação e da distribuição do capital, sendo que as empresas podem ser de diversos ramos, e; "trustes horizontais", constituídos por empresas que trabalham somente em um dos processos do capital.